# Wing Coaster

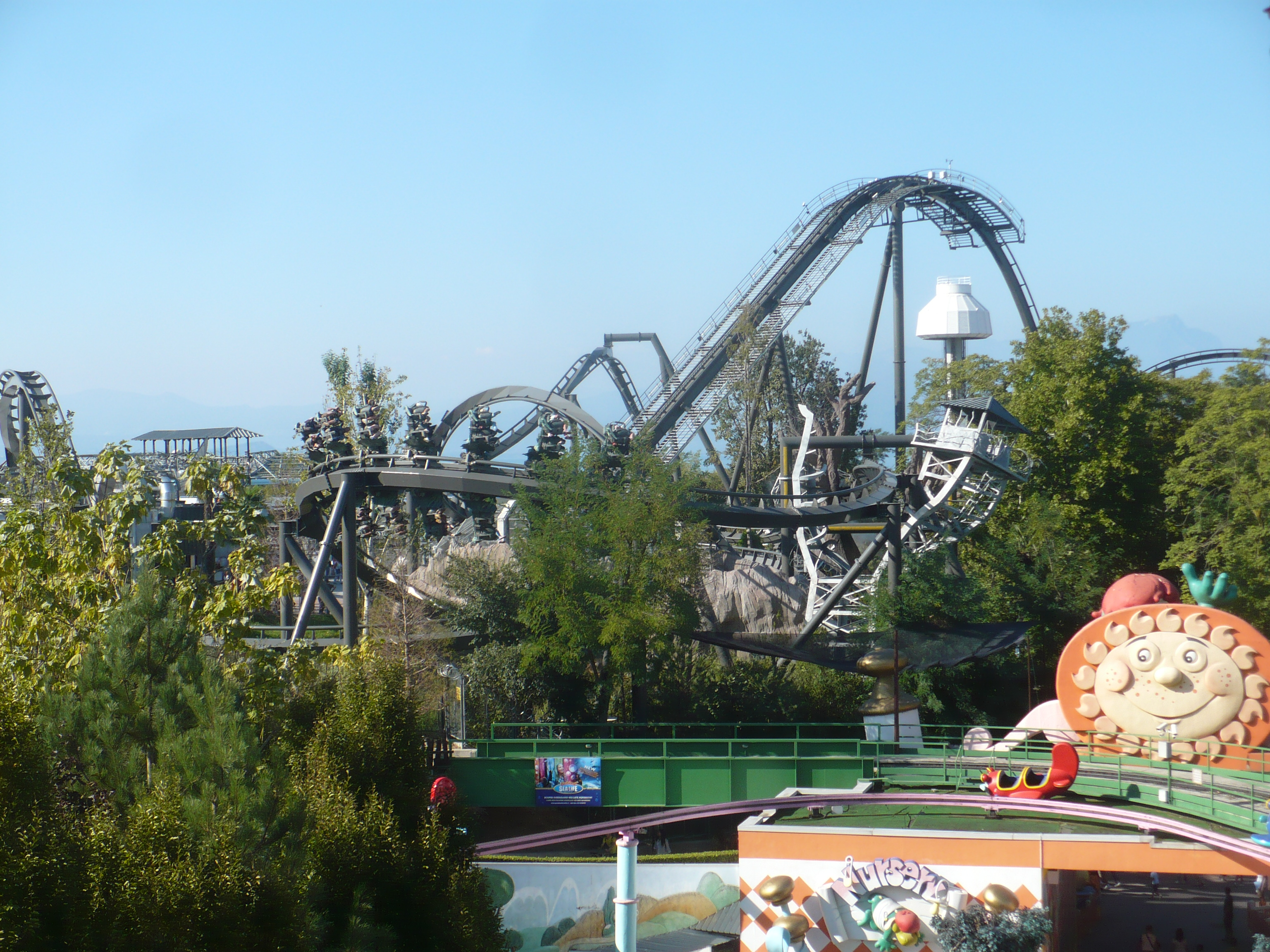
Raptor a Gardaland è stato il primo esemplare del modello, aperto nel 2011

Wing Coaster è un modello di montagna russa in acciaio progettato dall'azienda costruttrice di attrazioni svizzera Bolliger & Mabillard. La sua caratteristica consiste nell'avere sedili sui due lati effettivamente sospesi a mezz'aria, connessi alla vettura poggiante sui binari attraverso dei bracci portanti. Raptor a Gardaland fu il primo esemplare del modello, aperto il 1º aprile 2011. Al momento ci sono quindici Wing Coaster in costruzione o operativi in tutto il mondo. 
Il modello è classificabile in una tipologia di montagne russe dal nome identico (wing coaster), il che potrebbe creare confusione; vi sono infatti wing coaster non prodotti da Bolliger & Mabillard e pertanto non esemplari del loro modello denominato Wing Coaster.

## Storia
Nel 2010 Bolliger & Mabillard annunciò che il primo Wing Coaster sarebbe stato costruito a Gardaland: Raptor, aperto il 1º aprile 2011. Un anno dopo, il 15 marzo 2012, Merlin Entertainments aprì un secondo esemplare, dal nome di Swarm, a Thorpe Park, nel Regno Unito.
Negli Stati Uniti il primo Wing Coaster ad essere annunciato fu X-Flight, aperto a Six Flags Great America il 16 maggio 2012. Il wing coaster Wild Eagle a Dollywood, tuttavia, fu effettivamente aperto prima, il 24 marzo 2012, rendendolo il primo esemplare del modello nel Nord America.

## Design
(Bolliger & Mabillard)

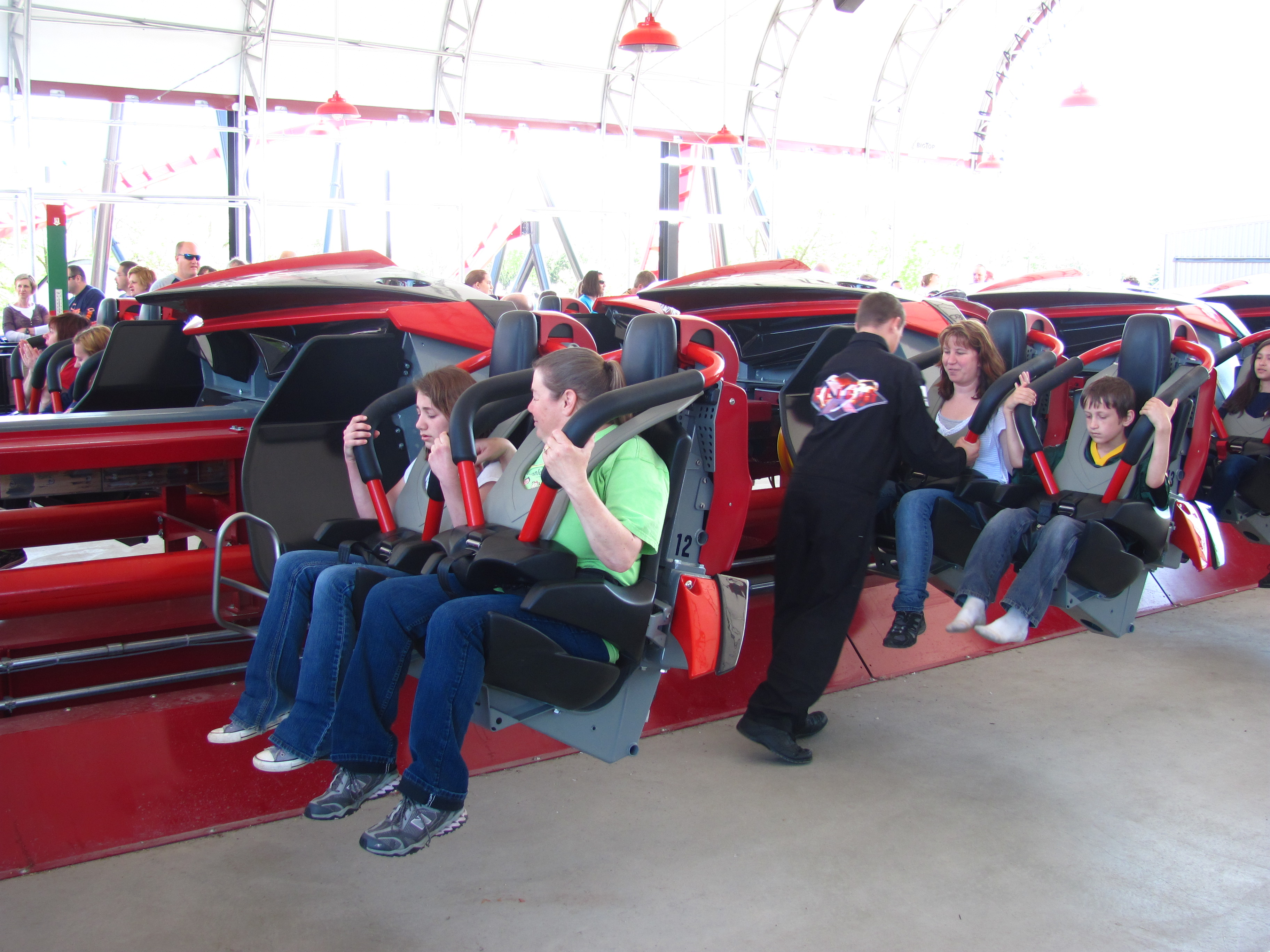
X-Flight a Six Flags Great America

Il design del modello Wing Coaster di B&M non differisce molto da quello dei wing coaster di altre aziende. Tutte si differenziano dalle montagne russe in acciaio tradizionali in quanto i posti dei suoi treni non si trovano sopra o sotto il binario ma accanto, una configurazione che dà ai passeggeri l'impressione di essere in volo. Inoltre, poiché vi sono solo bracci di acciaio tengono insieme le estremità del treno poggiate sui binari, tutti gli attuali wing coaster hanno un oggetto, tematizzato in modo che si riconduca al tema principale dell'attrazione, che copre la vettura che scorre sui binari, nascondendola. Infine, invece di avere semplicemente la tradizionale barra di sicurezza con forma di "U", che coprono dalle spalle all'addome, le protezioni per i wing coaster includono una "copertura" e una sicura all'altezza della vita, con barre sui lati a cui aggrapparsi.
Alcuni aspetti in cui il modello di B&M è diverso da altri della stessa tipologia sono il design delle sicure sui treni e, come per ogni montagna russa di loro creazione, il design del binario.

## Installazioni
Bolliger & Mabillard ha costruito o sta costruendo un totale di quindici Wing Coaster al gennaio 2018. 
| Nome                | Parco                            | Nazione     | Data di apertura | Stato attuale  |               |
| ------------------- | -------------------------------- | ----------- | ---------------- | -------------- | ------------- |
| Raptor              | Gardaland                        | Italia      | 1 aprile 2011    | Operativa      | [ 2 ]         |
| Swarm               | Thorpe Park                      | Regno Unito | 15 marzo 2012    | Operativa      | [ 3 ]         |
| Wild Eagle          | Dollywood                        | Stati Uniti | 24 marzo 2012    | Operativa      | [ 5 ]         |
| X-Flight            | Six Flags Great America          | Stati Uniti | 16 maggio 2012   | Operativa      | [ 4 ] [ 8 ]   |
| GateKeeper          | Cedar Point                      | Stati Uniti | 11 maggio        | Operativa      | [ 9 ] [ 10 ]  |
| Parrot Coaster      | Chimelong Ocean Kingdom          | Cina        | 25 gennaio 2014  | Operativa      | [ 11 ] [ 12 ] |
| Flug der Dämonen    | Heide Park                       | Germania    | 29 marzo 2014    | Operativa      | [ 13 ]        |
| Thunderbird         | Holiday World & Splashin 'Safari | Stati Uniti | 25 aprile 2015   | Operativa      | [ 14 ]        |
| Flying Wing Coaster | Happy Valley Chongqing           | Cina        | 8 luglio 2017    | Operativa      | [ 15 ]        |
| Fēnix               | Toverland                        | Paesi Bassi | 7 luglio 2018    | Operativa      | [ 16 ]        |
| Sconosciuto         | Hot Go Dreamworld                | Cina        | 2019             | In costruzione | [ 17 ]        |
| Wing Coaster        | Colourful Yunnan Happy World     | Cina        | 5 luglio 2018    | Operativa      | [ 18 ]        |
| Heaven's Wing       | Huayi Brothers Movie World       | Cina        | 2018             | Operativa      | [ 19 ]        |
| Soaring with Eagle  | Wuxi Sunac Land                  | Cina        | 2019             | In costruzione | [ 20 ]        |
| Sconosciuto         | Happy Valley                     | Cina        | 2020             | In costruzione | [ 21 ]        |